# Университет Нью-Брансуика
Университет Нью-Брансуика (англ. University of New Brunswick) — государственный университет. Имеет два кампуса, расположенных в Фредериктоне и Сент-Джоне (Нью-Брансуик). Это старейший англоязычный университет Канады и один из старейших государственных университетов Северной Америки.
UNB был основан группой лоялистов (Американская война за независимость), бежавших из Соединенных Штатов после американской революции.
UNB имеет два основных кампуса: старейший кампус, основанный в 1785 году во Фредериктоне, и меньший кампус, открывшийся в Сент-Джоне в 1964 году. Кроме того, есть два других небольших кампуса-спутника: один в Монктоне, другое в Батерсте, Нью-Брансуик. Также университет имеет филиалы на Карибах и в Пекине.
UNB предлагает более 75 специальностей в четырнадцати колледжах на уровне бакалавриата и магистратуры. Общее количество студентов составляет 11 400 в двух основных кампусах.
UNB был назван самым предприимчивым[проверить перевод] университетом Канады в списке награждённых университетов за 2014 год